# Anne Montel
Anne Montel, née le 28 novembre 1988 à Nantes, est une autrice, lettreuse, illustratrice d'albums jeunesse, et une dessinatrice de bande dessinée française.

## Biographie
Native de Nantes, elle obtient un Baccalauréat Arts appliqués puis un BTS Communication visuelle à l’ESAA Duperré (2008) et elle suit ensuite une FCIL illustration au lycée professionnel Corvisart-Tolbiac, spécialisé dans les arts graphiques de la rue Corvisart à Paris. Elle est deuxième lauréate du concours « Jeunes talents » du FIBD d'Angoulême puis deuxième lauréate, également, de « Dessinateurs de demain » du Festival BD-Fil de Lausanne en 2010,.
Depuis, Anne Montel s'est spécialisée dans le graphisme, l'illustration de livres pour enfants ou de livres de cuisine et le dessin de bande dessinée.
En 2023 est publié le premier tome de la série de bande dessinée jeunesse Armelle et Mirko, réalisée avec Loïc Clément et Julien Arnal, sous le titre L'étincelle. Armelle la tortue angoissée rencontre Mirko la libellule...

## Œuvres

### Bande dessinée
- Shä et Salomé, jours de pluie. Scénario Loïc Clément, éditions Jean-Claude Gawsewitch, 2011 puis réédition chez Ant Éditions sous le titre Les Jours de pluie (édition simple) et Les Jours de pluie, et quelques éclaircies (édition collector).
- Ma Cuisine Illustrée : collectifs BD dirigés par Kness, Ankama éditions, CFSL Ink avec Line T, Aurélie Neyret, Reuno, Crowley, Brutal Moineau, Maëlle C., Hk, Yuio, Vincent Lévêque, Bruno Enna, Clément Lefèvre, Lubee, Marie Ecarlat…
  - Automne, 2012
  - Hiver, 2013
  - Printemps, 2013
  - Été, 2013
- Le Temps des mitaines, scénario Loïc Clément, éditions Didier Jeunesse puis réédition chez Dargaud

1. Le Temps des mitaines, 2014. Prix Tibet 2014, prix Entre les Bulles 2015, Sélection officielle jeunesse Angoulême 2015, Prix D-lire/Canal BD 2015, Prix polar jeunesse du Festival Quais du polar 2015. Prix de la meilleure BD de Nivillac 2018. Prix Entre les bulles.
2. Cœur de Renard. Scénario Loïc Clément, éditions Didier Jeunesse, 2016 puis réédition chez Dargaud
3. La Nuit des croque-souris, Dargaud. Scénario Loïc Clément, 2020.

- Chaussette, scénario Loïc Clément, Delcourt Jeunesse. 2017[6]
- Les Jours Sucrés, scénario Loïc Clément, Dargaud, 2016[7]. Prix des jeunes lecteurs Dé'lire 2017.
- Chroniques de l'île Perdue, scénario Loïc Clément, Soleil collection Métamorphose, 2018
- Miss Charity T.1, L'enfance de l'art, adaptation du roman de Marie-Aude Murail, scénario de Loïc Clément, Rue de Sèvres, 2020. Sélection officielle jeunesse Angoulême 2021.
- Armelle et Mirko, de Anne Montel, Loïc Clément et Julien Arnal, Delcourt

1. L’Étincelle, 2023
2. Le voyage, 2023

### Roman illustré
- Le Phare Mystérieux, texte d'Anne Loyer, éditions Bulles de Savon, 2015[8]
- Dessins de couverture pour Le Cœur en braille - Du Bonheur à l'envers de Pascal Ruter, éditions Didier Jeunesse, 2012 et 2013
- Super Louis et l’île aux 40 crânes, texte de Florence Hinckel, Sarbacane, 2014
- Chez nous on danse ! ou comment la danse a bouleversé leurs vies, texte de Nathalie Dargent, Milan, 2012
- Les secrets de Zoé

1. Défense de parler aux éléphants ! , texte de Tanya Stewner, Bayard, 2012
2. Les tigres n'embrassent pas les lions ! , texte de Tanya Stewner, Bayard, 2013
3. Les dauphins aussi ont le mal du pays ! , texte de Tanya Stewner, Bayard, 2014

- Professeur Goupil et les rires qui s’envolent, texte de Loïc Clément, Little Urban, 2021
- Professeur Goupil autour du monde, texte de Loïc Clément, Little Urban, 2019
- Professeur Goupil est amoureux, texte de Loïc Clément, Little Urban, 2018
- Professeur Goupil, texte de Loïc Clément, Little Urban, 2017
- Le Temps des Mitaines : Le Mystère de la chambre morne, texte de Loïc Clément, Little Urban, 2020
- Le Temps des Mitaines : Sa Majesté des escarmouches, texte de Loïc Clément, Little Urban, 2022

### Album jeunesse
- Le Crafougna, texte de Stéphane Servant, éditions Didier-jeunesse, 2012[9]
- C'est moi le chef, texte de Luan Alban, éditions Belin, 2013
- Huit saisons et des poussières., texte de Séverine Vidal, éditions Les p'tits Bérets, 2014. Sélection au Prix des Incos 2015 / 2016.
- Mille milliards de trucs (et de moutons), texte de Loïc Clément, éditions Belin, 2014
- Trotte, souris ! texte d'Anne Fronsacq, éditions Flammarion, 2014
- L'Abécédaire des Métiers imaginaires, Little Urban, 2020[10]
- À la recherche du Père Noël, texte de Loïc Clément, Little Urban, 2021

### Recueil de dessins
- La Grande machinerie du petit n'importe quoi, texte et dessin d'Anne Montel, traduction d'Isabelle Troin, 2017
- Les Métiers imaginaires, texte et dessin d'Anne Montel, traduction d'Isabelle Troin[10]